# ‘&’ - 空の向こうで咲きますように -
『‘&’ - 空の向こうで咲きますように - 』（‘アンド’ - そらのむこうでさきますように -）は暁WORKSが2012年3月30日に発売した恋愛アドベンチャーゲームである。
2013年12月26日にはPlayStation 3版・PlayStation Vita版がMAGES.（5pb.Games）より発売された。

## あらすじ
管野孝とその友人たちは、大人たちには内緒で裏山の向こうまで探検に行った時、空に二つの月がかかっているのを見た。
それから幾年か経ったある日、孝は再び二つの月を見た。
自分にしか見えない二つ目の月の秘密を探るべく、孝はその町へ足を運んだ。
そこで再会した幼馴染たちとともに、彼は不思議な木を見つけた。そして、彼らは願い事をかなえてくれるアイテムを手に入れた。
色々と試していた矢先、孝のアイテムである"グレイスワンダー"が盗まれた。
悪用されれば大惨事にもなりかねないと考えた彼らは、その道具を取り返すべく行動を起こした。

## 主な登場人物
管野 孝（かんの こう）
声：アンダルシア/大島裕未（子供時代）
身長175cm 誕生日：7/11 血液型：A型
本作の主人公。紳士を気取っているが、その実は女性好きで貢一郎曰く「頭に変態が付く」。趣味は写真撮影。怪談話が大の苦手。
8年前に麗の「冒険」に付き合った際に見た二つの月が再び現れた謎を調べる為、堀出市を訪れる。
春木 麗（はるきうらら）
声：野分嵐
身長166cm B/W/H：85(D)/55/86 誕生日：4/21 血液型：B型
孝の幼馴染の少女。破天荒で唯我独尊、勢いだけは人一倍あるが、知力、体力はまるでダメ。しかし、だからこそ人望だけは高い「冒険」のリーダー。「3回言ったら本当だ」が口癖で、人に変なあだ名をつける。口調は男言葉のように雑だが、他人の前では別人のような猫を被っている。
8年前、堀出市で見た二つの月が再び現れたことで堀出市を訪れ、オンザローズで孝と再開する。
子供の頃、叔父が佐村の冤罪で逮捕された事で近所の目が厳しくなり、以来、引越しを繰り返してきた。人前で猫を被るようになったのはそれからである。
楠井 梨子（くすいりこ ）
声：杏子御津
身長150cm B/W/H：73(A)/54/76 誕生日：7/1 血液型：A型
8年前、麗が堀出市で「冒険」のメンバーに加えた少女。麗付けのあだ名は「いりこ」。現在は病気の母に代わり、二人の妹の面倒を見る良き姉であり、母親代わりになっている。普段は温厚だが、怒るととてつもなく恐ろしく、「罰」を受けた麗が死んだような目になってしまうほどで麗と八重には特に恐れられている。妹達と見ている魔法少女アニメ「きらはぴストライダーズ」にすっかりはまっており、コスプレ衣装までもっている。
連城 八重（れんじょうやえ）
声：七ヶ瀬輪
身長177cm B/W/H：93(F)/63/91 誕生日：5/9 血液型：AB型
孝の幼馴染である5歳年上のお姉さん。通称「八重ねえ」。8年前から少し変わったお姉さんとして麗の「冒険」のメンバーに加わっていた。鳥が大好きで見るのも食べるのも好き。何かの体術を身に付けており、身体能力はかなり高い。
堀出市を訪れたのは二つの月の件以外に堀出市で目撃された兄を探しに来た為。バイクの免許を取って乗り回しているのもそのためである。
真堀 束沙（まほりつかさ）
声：真琴ひろ
身長162cm B/W/H：77(B)/56/78 誕生日：8/7 血液型：O型
孝の幼馴染の一人。麗付けのあだ名は「タバサ（束沙の読み違い）」。子供の頃から天才と称され、溢れる知識欲から科学で証明できるあらゆる事に精通している。が、その反面、デリカシーがかなり欠如しており、遠慮ない一言を放つ事も。また、麗の悪い影響もかなり受けており今ではすっかり天才であり、変人になっている。
穂之上 摩樹（ほのうえまき）
声：民安ともえ
身長165cm B/W/H：102(I)/63/88 誕生日：6/6 血液型：AB型
孝の幼馴染の一人。麗付けのあだ名は「まきまき」。孝が子供の頃に住んでいた町にある穂之上商店の一人娘で、地味な少女だった。現在は堀出市で巨万の富を築き、すっかりお嬢様へと変貌を遂げた。プライドが人一倍高く、麗とは犬猿の仲で麗といるのを嫌ってメンバーに加わろうとせず、意地を張って珠璃達と組んでいる。が、協力すべき時にはきっちり協力はする。中々素直になれないいわゆるツンデレ。
仙島 星良（せんしませいら）
声：姫原ゆう
身長155cm B/W/H：82(C)/58/81 誕生日：8/26 血液型：A型
孝が堀出市で最初に出会った少女。一人では入れないオンザローズに入る為、半ば強引に孝をオンザローズに誘う。
ライトノベルのヒーローにあこがれており、度々ゲームのような名前を持ち出すなど貢一郎とは何処か似通ったところがある。ヴォーパルブレードを使って怪物と戦っているが、実際には麗並に運動音痴。

### サブキャラクター
八木井 貢一郎（やぎいくいちろう）
声：石原消炭/吉村カートマン（子供時代）
身長190cm 誕生日：5/15 血液型：B型
8年前、麗が堀出市で「冒険」に加えたメンバー。麗付けのあだ名は「くいっちー」。町外れにある八木井神社の跡取り。かなり体格が良いが、インドア派で、PCのローグライクにはまっている。冒険のメンバーであるが、二つの月は少し目を離していた間に見逃してしまったため、メンバー唯一道具を所持していない。
丹羽 章子（にわしょうこ）
声：牧野一海
身長163cm B/W/H：79(D)/60/85 誕生日：9/17 血液型：A型
孝の幼馴染で「冒険」のメンバーの一人。麗付けのあだ名は「にわにわ」。8年前から非常に無口で地味な少女で、8年経ってもメンバーだった事を摩樹以外誰も覚えてないぐらい影が薄い。現在もその性格は直っておらず、イジメを受けていてほぼ対人恐怖症に陥っている。爪が自慢で、いつでも手袋を嵌めている。また、昆虫マニアで昆虫に詳しい事がPS3/PS Vita版で判明した。同時にスライムモールドによって出現した巨大カタツムリに潰された為、カタツムリがトラウマになってしまった。
郡浜 珠璃（こおりはまじゅり）
声：桜坂かい
身長157cm 誕生日：12/20 血液型：AB型
孝の幼馴染で「冒険」のメンバーの一人。麗付けのあだ名は「こおりー」。幼い頃から頭の良い少年だったが、現在は何故だかすっかり男の娘になってしまった。孝との仲も比較的良かったはずだが、現在はひねくれ、口を開けば毒ばかりが飛んでくるようになっている。
母親はトップモデルだったが、時の流れと共に人気が落ち、男に逃げてその果てに死んでしまったことから時の流れを憎むようになり、現在のような姿と性格になっている。
PS3/PS Vita版で攻略対象に昇格した。
楠井 梨乃（くすいりの）
声：杏子御津
梨子の1番目の妹。年の割にはしっかりしており、留守がちな梨子の代わりに梨未の面倒を見ている。
楠井 梨未（くすいりみ）
声：杏子御津
梨子の2番目の妹。
紫尾 利彦（しびとしひこ）
声：鳴海那由太
旧姓は連城。八重の兄である。実は8年前、八重が心配で麗の「冒険」にこっそり付いていき、その時に二つの月を目撃している。優秀な医者であったが、真面目すぎるが故に「人が生きる意味」を見出す為、久実が奪ったグレイスワンダーを使って実験を繰り返していた。
遠園 久実（とおぞのくみ）
声：芹園みや
孝が堀出市にやってきた日、麗とオンザローズに入っていた女性。吊り目でガラが悪く、おまけに手癖も悪い。
偶然利彦と出会い、利彦の実験に協力してオンザローズで願いの樹の噂を流していた。
堂口 純（どうぐちじゅん）
声：藤谷千野
久実の友人にして家主。ちょっと太めの体型で、久実には散々そのことを馬鹿にされるが、表向きの仲は良い。しかし、ある一言で事件を引き起こしてしまう。
古河 櫛寧（こがくしね）
声：有栖川みや美
身長180cm B/W/H：86(D)/60/84 誕生日：6/12 血液型：O型
摩樹、珠璃チームの3人目の仲間。美人だがどこか影を感じさせる女性。他のメンバーとは一応協力関係にはあるが、彼女本人はほぼ自分の目的の為だけに動いている。
死別した恋人がいるのだが、イェンダーの魔除けによってその事を忘れており、今でもその恋人を探している。実は8年前、麗の「冒険」に「楽しそうだったから」と言う理由でこっそり付いていっており、その時に二つの月を目撃した。
岸 桂司（きしけいじ）
声：狭山茶ノ輔
隠れ喫茶「オンザローズ」のマスターで基本的に「マスター」と呼ばれる。人の噂話が大好きで店も本人の趣味で設計、経営している。
佐村 勲（さむらいさむ）
数年前、一家惨殺事件で指名手配中の殺人犯。麗の叔父に冤罪をかけた張本人でもある。
江井 志穂美（えいしほみ）
声：RINA
摩樹が願いの樹を隠している工事現場でバイトしていた女性。金の為なら何でもやる狡猾な性格で偶然見つけたマジックベーンを持ち出して逃走した。
矢部 安治（やべやすじ）
声：野☆球
柄の悪い中年男性。自分の不幸にいつも悪態をつけて周囲に当り散らしている。果ては全てを世界全てに責任転嫁してグレイスワンダーでライトブリンガーを生み出し、世界そのものさえ破壊しようとした。

## 用語
願いの樹
堀出市の郊外にある願いをかなえるとされる樹。8年前、二つの月を見た10人にそれぞれ願いを叶える道具を与えた。最初に願いの樹が出現したのは紀元前32世紀頃で、考たち以外にも何度も願いを叶えてきた。
道具
願いの樹が道具と言う形でかなえた願いの形。元々は所有者がもっていた思い出の道具。それぞれの願いに応じた超常の力を発揮するが、起動には細かい条件が必要となる。逆に言えば条件さえ満たせば誰でも自由に使え、機能を止める事もできない。使い方はしばらく道具を持っていれば道具自身が教えてくれる。ただし、効果範囲は願いの樹の力が届く範囲まで（作中では堀出市内のみ）。また、マジックベーンを用いる以外のいかなる方法をもってしても壊す事も、傷つける事すらできない。それぞれの道具の命名者は貢一郎で、元ネタは貢一郎がハマっているローグライクゲーム。
樹から生まれた道具
グレイスワンダー
所持者：管野孝
孝の「子供の頃のどんな夢だって叶えられそうな希望が戻ってきますように」と言う願いから生まれた小箱型の道具。元は孝が初めて転校する時に友達からもらった物。相手の願いに応じて新たな道具を生み出す道具。ただし、道具に一度でも触れた者は願いを叶える事はできず、実質かなえられる願いは一人につき一つだけ。ジョウビレックス曰く、「最も願いの樹に近い」道具。
手にした早々に久実によってぬすまれ、利彦の実験に使われる事になる。
リンギル
所持者：春木麗
麗の「私の声を聞いてください」と言う願いから生まれたハンドベル型の道具。元々は叔父の形見。命令を言ってから鳴らすことで相手を肯定的にさせる。あくまで肯定的にするだけで命令を実行させるわけではない。効果はほぼ永続するのだが、麗は性格上、それを嫌って効果時間を10分程度に絞っている。
エチオピアの目
所持者：楠井梨子
梨子の「お母さんの病気が治りますように」と言う願いから生まれた望遠鏡型の道具。元は梨子の父の物。覗き込む事で相手を眠らせることができる。ただし、動いている相手には効果が無く、対象が遠いと効果が現れるまでに時間がかかる。
エレッサール
所持者：連城八重
八重の「鳥と会話したい」と言う願いから生まれたチョーク型の道具。元は八重の知り合いからもらった物。塗りつける事で鳥と会話が可能になる。また、鳥と五感を共有する事も可能だが、八重は鳥の意思を尊重してあまりこの機能は好まない。共有している間は五感は全て共有している鳥と同感覚になる。本人はコントロールがおざなりになるが、会話などは可能。
エリリル
所持者：真堀束沙
束沙の「知識を得たい」と言う願いから生まれた眼鏡型の道具。元は束沙の祖母が生前使っていた形見。かけて物を見ることで物の情報、履歴、来歴などのプロパティを知る事ができる。道具の効果や使い方を知る事も可能。基本的に生物には効果が無いが、木などは切り取れば「材木」として扱われる為探る事が可能になる。
グロンド
所持者：穂之上摩樹
摩樹の「全ての黄金をこの手に」と言う願いから生まれたステッキ型の道具。元は穂之上商店の売れ残り。かざす事で相手が最も欲する物を知る事ができる。また、相手に欲しがる物を見せることで強制的に交渉を行う、所謂シャークトレードを持ちかける事も可能だが、摩樹は商人のプライドによって基本的にこの機能は使わない。摩樹はこの道具によって物々交換で次々と高額な物を手に入れ、巨万の富を築いた。
フラキア
所持者：郡浜珠璃
珠璃の「永遠」と言う願いから生まれたボンネット型の道具。元は母の形見。詳しい使用方法は不明だが、対象の記憶、意識を除く全ての時間を巻き戻す事が可能。これによって発生するタイムパラドックスにより、所持品や着用している物は全て巻き戻った時点の場所に戻り、怪我などを負ってもその傷自体無かった事にできる。当然ながら不老不死を得ることも可能。
カムロスト
所持者：丹羽章子
章子の「楽になりたい」と言う願いから生まれた手袋型の道具。元は自慢の爪を保護する為に買ったお気に入り。嵌めて触れる事で相手に負の感情を移しかえることができる。例えば対人恐怖症気味の章子が使えば「他人が怖い」と言う感情をそっくり移される事で、相手はその感情に耐えられずに恐慌状態に陥ってしまう。ただし、あくまで感情を移すだけなので、それに対抗できる強い意思があればある程度抵抗はできる。
イェンダーの魔除け
所持者：古河櫛寧
櫛寧の「つらい記憶を消してしまいたい」と言う願いから生まれたアンクレット型の道具。形状から当初はブレスレットだと思われていた。対象の恐怖や喪失などのつらい記憶を消し去る事ができる。消された前後の記憶は人間の脳機能により、都合よく補完される。ただし、消せるのはあくまでつらい過去だけなので死別などの喪失の記憶を消してもその人間と関わった記憶まで完全に消し去る事はできない。この機能により、櫛寧は今でも失った恋人を探し続けている。
ホルコルレス
所持者：紫尾利彦
利彦の「いっそ猫にでもなりたい」と言う願いから生まれたレース生地型の道具。詳しい使用方法は不明だが、猫の姿に変身できる。元に戻るのも自由。また、猫科の動物であればなんにでも変身が可能。
マジックベーン
全ての願いが叶えられた後に生まれる11番目のペンダント型の道具。道具に触れる事で道具を破壊する。いかなる方法を用いても破壊できない道具を唯一破壊できる道具で、全ての道具の停止装置、カウンターの役割を持つ道具。願いの樹が願いを叶えた後には必ず生まれる為、一つではなく、他にも何処かに存在する。
ジョウビレックス
声：味村のり
紀元前32世紀頃のとある神官の「願いの樹の存在を世に知らしめたい」と言う願いから生まれた道具。これだけは命名者はマスターで名前はスライムの怪物から。他の道具とは一線を画し、固定の形を持たず、更に自意識を持っていて自律行動が可能。ただし感情は一切無く、ただ生まれた目的のみを果たそうとする。再起動したのは8年前で、偶然発見されて堀出資料館に展示されていたのを麗が偶然触った事で起動した。そのため、当初は麗の姿をとっていた。
目的を果たす為、グレイスワンダーを用いて願いの樹に宿る二柱の女神の願いを果たそうとするが、暁の剣によって感情を与えられ、リンギルによって目的を喪失させられる。事件収束後は全ての道具の管理者となり、堀出の地下壕に篭る事になる。
グレイスワンダーから生まれた道具
ヴォーパルブレード
所持者：仙島星良
星良の「悪を倒す武器」と言う願いから生まれた剣型の道具。刀身は柄に収納ができる。見た目こそ多少装飾過多の立派な剣だが、実際には3D体感ゲームとでも言うべき道具で、標的である怪物を生み出してそれを斬り倒すだけで、剣としての切れ味は全くない。怪物も見た目こそ3メートルを超える熊のような外見だが、ヴォーパルブレードの所持者を威嚇するだけの無害な物で、牽制以外何の役にも立たない。逆にヴォーパルブレードでなければ五体を切り裂きでもしない限りは動き続ける。
モルメギル
所持者：堂口純
純の「醜い私を見ないで」と言う願いから生まれた携帯アプリケーション型の道具。3時間以内に3人に送信しないと失明するチェーンメールを送りつける事ができる。
ストームブリンガー
所持者：矢部安治
矢部の「全ての破壊」と言う願いから生まれたじょうろ型の道具。水を与えた植物を異常成長させる事ができる。異常成長した植物は破壊行為は勿論、有毒ガスを発生させ、都市機能を完全に破壊してしまうほどの効果をもたらす。
ベルスロンディング
所持者：楠井梨乃
梨乃の「お姉ちゃんの大事なものが壊されませんように」と言う願いから生まれた弓型の道具。梨子の大切なもの全てを守る事ができる。珠璃がマジックベーンを壊す為に生み出させた為、当初はマジックベーンを破壊する為だけの道具と思われていたが、実際にはそのような機能は無く、マジックベーンをこれにぶつけた事で、マジックベーン自身がマジックベーンを破壊した。最後は樹の女神から梨子を守る為に女神の力とぶつかり合って消滅した。
暁の剣
所持者：楠井梨未
梨未の「友達の事もっと教えてくれますように」と言う願いから生まれたオレンジ色の棒状の道具。物体に当てることで物体に感情を宿す事ができる。
スライムモールド
所持者：堂口純
PS3/PS Vita版の追加ルートで登場。純の「ごはんがいつでもどこでも好きなだけ食べられますように」と言う願いから生まれた銀色の缶の道具。中に入っている緑色のスライム状物体を食材に変える事ができ、かつそれを使役する事ができる。「食材」でさえあれば世界中で食材になりえるありとあらゆる物を出せるので、牛や馬は勿論、狼や昆虫さえも出すことができる。

## 製作スタッフ
- 企画：衆堂ジョオ
- ディレクション：憲yuki
- 原画・キャラクターデザイン：さえき北都
- シナリオ：衆堂ジョオ、日野亘
- 音楽：鷹石しのぶ

## 主題歌
オープニングテーマ「The Moon is Not Alone」
歌：いとうかなこ、作詞・作曲：志倉千代丸、編曲：上野浩司
エンディングテーマ「Lost Memories」
歌：Barbarian On The Groove feat.真理絵、作詞：wight、作曲・編曲：mo2
挿入歌「Amazing grace」
歌：味村のり